# Cervera de Pisuerga
Cervera de Pisuerga és un municipi de la província de Palència, a la comunitat autònoma de Castella i Lleó. És cap de partit judicial.

## Pedanies
- Arbejal,
- Barcenilla de Pisuerga
- Celada de Roblecedo
- Cubillo de Ojeda
- Estalaya
- Gramedo
- Herreruela de Castillería
- Ligüerzana
- Perazancas
- Quintanaluengos
- Rabanal de los Caballeros
- Rebanal de las Llantas
- Resoba
- Rueda de Pisuerga
- Ruesga
- San Felices de Castillería
- San Martín de los Herreros
- Santibáñez de Resoba
- Vallespinoso de Cervera
- Valsadornín
- Vañes
- Ventanilla
- Verdeña